# 고금소총 2
"고금소총 2"(古今笑叢 2, Unchanging Weapon 2)는 한국에서 제작된 지영호 감독의 1990년 드라마 영화이다. 최미선 등이 주연으로 출연하였고 이대재 등이 제작에 참여하였다.

## 출연

### 주연
- 최미선
- 이영욱
- 남포동

### 조연
- 이일웅
- 주지연
- 문태선
- 이미향

## 기타
- 조명: 전명천
- 연출부: 김민
- 연출부: 박성철
- 녹음: 김경일
- 녹음: 강대성
- 특수효과: 김철석
- 분장: 정준호
- 의상: 이해윤
- 소품: 이태우
- 효과: 양대호